# Kocourov (Slavíkov)
Kocourov (německy Kotzaurow) je malá vesnice, část obce Slavíkov v okrese Havlíčkův Brod. Nachází se asi 1 km na východ od Slavíkova. V roce 2009 zde bylo evidováno 11 adres. V roce 2001 zde trvale žilo 5 obyvatel.
Kocourov leží v katastrálním území Kocourov u Slavíkova o rozloze 2,72 km2. V katastrálním území Kocourov u Slavíkova leží i Dlouhý.